# Zielimchan Bakajew (piłkarz)
Zielimchan Dżabraiłowicz Bakajew (ros. Зелимхан Джабраилович Бакаев; ur. 1 lipca 1996 w Nazraniu) – rosyjski piłkarz pochodzenia inguskiego grający na pozycji prawego pomocnika. Jest wychowankiem klubu Spartak Moskwa.

## Kariera klubowa
Swoją karierę piłkarską Bakajew rozpoczął w 2007 roku w juniorach Spartaka Moskwa. W 2013 roku został zawodnikiem rezerw tego klubu, z którym w sezonie 2016/2017 awansował z Wtoroj diwizion do Pierwyj diwizion. W 2017 roku stał się członkiem pierwszego zespołu Spartaka, w którym 23 lipca 2017 zadebiutował w Priemjer-Lidze w zremisowanym 0:0 wyjazdowym meczu z FK Ufa, gdy w 68. minucie zmienił Lorenzo Melgarejo. W sezonie 2020/2021 został ze Spartakiem wicemistrzem Rosji.
W sezonie 2018/2019 Bakajew przebywał na wypożyczeniu w klubie Arsienał Tuła. Swój debiut w nim zaliczył 4 sierpnia 2018 w przegranym 0:1 wyjazdowym spotkaniu z Zenitem Petersburg. 12 sierpnia 2018 w zwycięskim 3:1 domowym meczu z Achmatem Grozny strzelił swoją pierwszą bramkę w rosyjskiej ekstraklasie.
| Sezon   | Klub             | Kraj  | Rozgrywki        | Mecze | Gole |
| ------- | ---------------- | ----- | ---------------- | ----- | ---- |
| 2013/14 | Spartak-2 Moskwa | Rosja | Wtoroj diwizion  | 1     | 0    |
| 2014/15 | Spartak-2 Moskwa | Rosja | Wtoroj diwizion  | 0     | 0    |
| 2015/16 | Spartak-2 Moskwa | Rosja | Wtoroj diwizion  | 10    | 0    |
| 2016/17 | Spartak-2 Moskwa | Rosja | Wtoroj diwizion  | 31    | 0    |
| 2017/18 | Spartak Moskwa   | Rosja | Priemjer-Liga    | 5     | 0    |
| 2017/18 | Spartak-2 Moskwa | Rosja | Pierwyj diwizion | 10    | 3    |
| 2018/19 | Spartak-2 Moskwa | Rosja | Pierwyj diwizion | 1     | 0    |
| 2018/19 | Arsienał Tuła    | Rosja | Priemjer-Liga    | 25    | 8    |
| 2019/20 | Spartak Moskwa   | Rosja | Priemjer-Liga    | 27    | 6    |
| 2020/21 | Spartak Moskwa   | Rosja | Priemjer-Liga    | 23    | 1    |

## Kariera reprezentacyjna
Bakajew ma za sobą występy w reprezentacji Rosji U-21. W reprezentacji Rosji zadebiutował 13 października 2019 w wygranym 5:0 meczu eliminacji do Euro 2020 z Cyprem, rozegranym w Nikozji, gdy w 78. minucie zmienił Aleksieja Ionowa.